# آرنائو پویگمال
آرنائو پویگمال (انگلیسی: Arnau Puigmal؛ زادهٔ ۱۰ ژانویهٔ ۲۰۰۱) بازیکن فوتبال اهل اسپانیا است.
وی همچنین در تیم‌های ملی فوتبال زیر ۱۷ سال اسپانیا، زیر ۱۸ سال اسپانیا، و زیر ۱۹ سال اسپانیا بازی کرده‌است.